# Pericondri
El pericondri és una beina vascularitzada de teixit conjuntiu que recobreix les superfícies dels cartílags (menys en el cas del fibrocartílag) amb la finalitat de nodrir i fer créixer el teixit cartilaginós, ja que aquest és avascular i sense innervació.
Té dues capes: 
- Una capa externa fibrosa que conté fibres col·lagen tipus I, així com fibroblasts.
- Una capa interna i cel·lular condrogènica.